# 1981年の日本の女性史
1981年の日本の女性史（1981ねんのにほんのじょせいし）は、1981年（昭和56年）の日本における女性に関するできごとを時系列的に挙げる。参考文献は日本の女性史年表を参照のこと。
本項目は歴史研究としての女性史ではなく、日本における女性に関するできごとをある体系に基づいて述べようとするものではない。
- 1月11日 第31回八王子駅伝競走大会に大会史上初めて女子チーム参加、日本電気横浜チーム、123チーム中122位
- 2月13日 三和銀行、退職女子行員再採用制度を実施
- 2月16日 公選法反対婦人統一行動
- 2月17日 婦人問題企画推進会議「国連婦人の10年後半期に向けての意見」発表
- 3月19日 参議院予算委員会で、社会党婦人議員が地方自治体の採用での男女差別問題を取り上げる。
- 3月24日 那覇家庭裁判所、トートーメーを女性が継げない習慣を憲法違反と審判
トートーメーは沖縄で位牌のこと。トートーメーそのものが、先祖崇拝の対象として非常に重要視されている。トートーメーを継ぐことは財産の相続を意味した。
原告の女性は、裁判には勝ったが周りの視線に耐えられず、その後本土へ引っ越したという。
- 3月31日 80年国勢調査1%抽出結果、女子20-24歳未婚率が5年前69.2%が77.9%へ上昇、1世帯人員3.22人に
- 4月1日 羽田空港に女性で初の管制官誕生
- 4月1日 日航、女性チーフ・パーサー初登用
- 4月1日 政令指定都市で初の女性区長、大阪市大淀区
- 4月14日 小学館原稿料雇の臨時社員3人、5年間の不当解雇闘争で和解、雇用差別・男女差別を撤回させる。
- 4月- 「女子労働者の雇用管理に関する調査」、大卒者は男子のみ公募した企業73%
- 5月- TBSテレビ「赤ちゃんは訴える--ベビーホテル考」放送
認可保育所の限られた保育時間、特に夜間保育所が殆ど無いことと、働く母親の増加、就業時間の不規則化によるニーズとのギャップを埋める形で、都市部中心にベビーホテルが急増。しかし、無認可であるために行政の指導の枠外になり、保母数や施設の水準が劣悪なための事故が相次ぐ等、社会問題となっていた。TBSテレビ番組での1年にわたる追跡取材が契機となり、児童福祉法改正、また、ベビーホテルの規制や無認可保育所の保育時間の延長などにつながり、この放送番組は調査報道の典型として高い評価を得た。
6月15日 厚生省、ベビーホテル緊急対策で3大都市の指定保育所に夜間延長保育など指示
- 5月- 「女性科学者を励ます猿橋勝子賞」創設。第1回受賞は大田朋子の突然変異に関する反ダーウィンモデルをつくった研究
- 6月3-9日 核空母ミッドウェイ横須賀入港抗議「日本の核基地化をゆるさない母と子のすわりこみ」
- 6月11日 厚生省人口動態概況、出生率・婚姻率とも史上最低
- 7月- 神戸商船大学、次年度入学試験から女子にも受験を認めると発表、全国立大学が女子に門戸開放
- 8月1日 就職情報センター社「転職調査」、独身OLの5人に2人は転職希望
- 8月12日 日本ジャーナリスト会議、初めて女性にJCJ賞
81年度JCJ賞に、「ベビーホテル問題」でTBS堂本暁子に、教科書問題他で朝日新聞佐田智子に
- 8月15日 戦争への道を許さない女たちの連絡会「反戦マラソン演説会」、 東京渋谷ハチ公前広場で、1995年まで全15回開催
- 9月5日 三和銀行茨木支店の女子行員がオンラインを利用して5000万円を引き出しフィリピンに逃走、逮捕される。
- 10月- ロッキード裁判丸紅ルート公判で、被告人榎本敏夫の先妻榎本三恵子が証言、検察側証人として田中角栄の5億円受領を裏付ける衝撃的な証言を行い、「ハチは一度刺したら死ぬといいますが、私も同じ気持ちです」と言い、「ハチの一刺し」として話題になる。
- 9月6日 日本初の女子サッカーの国際試合、神戸と東京で
- 9月12日 「女子学生亡国論20年目の回答」女子学生就職問題シンポジウム実行委員会主催、400人参加
- 9月17日 日経連、育児休業制度法制化反対決議、理由は企業負担が増えるため
- 12月- アメリカニューヨーク州在住のデザイナー小林恵、1927年（昭和2年）に青い目の人形のお礼に日本から送られた市松人形58体の消息調査、19体が完全な形で保存されていた。

- 「国民生活実態調査」、夫婦のいる世帯の4分の1は妻が常雇で働く。
- 真宗大谷派で、この1年間で得度した701人中女性242人、35%、大半は住職夫人、多忙な夫を助けようと得度する有髪の”主婦僧”増加
- 女性の運転免許取得者1000万人を突破、この10年で2.9倍
- 北陸銀行調査、新潟県内では結婚総費用383万円、3年前より100万円アップ
- 生命保険各社、保険契約に男女別料率を採用